# Ninox philippensis
Ninox philippensis là một loài chim trong họ Strigidae.